# 聖文森及格瑞那丁駐華大使館
聖文森及格瑞那丁駐華大使館（英語：Embassy of Saint Vincent and the Grenadines in the Republic of China）又稱聖文森及格瑞那丁大使館（英語：Embassy of Saint Vincent and the Grenadines），是聖文森及格瑞那丁派駐在中華民國臺北市的大使館，位於臺北市天母西路62巷9-1號6樓。兩國自1981年8月建立外交關係，2019年8月設立大使館，為該國在亞洲第一個大使館。2022年9月起聖文森及格瑞那丁駐華大使兼任駐日本非常駐大使駐華使節團團長。